# Eve Hewson
Memphis Eve Sunny Day Iris Hewson (Dublin, 7 juli 1991) is een Ierse actrice, die onder meer bekend is van haar rol als verpleegster Lucy Elkins in de  medische dramaserie The Knick (2014-2015) van Steven Soderbergh, als Marian in de Otto Bathurst-filmversie van Robin Hood (2018) en als Adele Ferguson in de Netflix-miniserie Behind Her Eyes (2021).
Hewson werd geboren in Dublin als tweede dochter van U2-zanger Bono (Paul David Hewson) en activiste Ali Hewson (geboren als Alison Stewart). Ze is vernoemd naar haar geboorte op 7 juli om 7 uur 's ochtends, waarbij haar naam Eve is ontleend aan de drie middelste letters van het Engelse woord seven (zeven). Ze heeft een oudere zus Jordan en twee jongere broers Elijah en John. 
Ze volgde een opleiding aan het Dalkey School Project en St. Andrew's College, beiden in Dublin en aan de New York-universiteit. Op 18-jarige leeftijd verhuisde Eve naar New York (stad), waar ze studeerde aan de Tisch School of the Arts en de New York Academy of Film Arts. Haar vader had liever dat Eve uit de showbusiness bleef: 'Mijn ouders waren er allebei tegen', merkte ze daarover op.
Ze maakte haar speelfilmdebuut in 2008 met de film The 27 Club. In hetzelfde jaar nam Hewson deel aan een acteerprogramma aan de New York Film Academy. In 2010 verscheen ze in de videoclip "For the First Time" van de Ierse band The Script. Hewson had van 2010 tot 2015 een relatie met acteur James Lafferty.
Naast filmwerk heeft zij vanaf 2020 indrukwekkende TV-series op haar naam staan, via Apple TV+ en Netflix. Als voorlopig laatste daarin haar hoofdrol naast Nicole Kidman in the Perfect Couple.
In 2015 won Hewson samen met de cast van The Knick een Satellite Award voor beste ensemble. In 2021 en 2023 was ze genomineerd voor de Irish Film & Television Award voor haar rol in respectievelijk Behind Her Eyes en Bad Sisters.